# Помывочно-дезинфекционный вагон
Помывочно-дезинфекционный вагон — тип несамоходного железнодорожного подвижного состава, предназначенный для массовой санитарной обработки людей в чрезвычайных обстоятельствах — войны или масштабной катастрофы, обусловливающих невозможность использования обычных систем тепло- и водоснабжения. Применение таких вагонов (а также вагонов-прачечных) позволяет исключить массовое распространение эпидемических заболеваний (прежде всего — тифа), в военно-полевых условиях служит средством гигиены личного состава. Современные вагоны такого типа позволяют также обеспечивать дезинфекцию одежды и обмундирования.
Помывочно-дезинфекционный вагон включает в себя раздевалку, дезинфекционную камеру, душевое отделение, парикмахерскую. Конструкция предусматривает автономную систему водоснабжения и теплоснабжения (паровой котел, бойлер). Эксплуатируется, как правило, в составе банно-прачечно-дезинфекционного поезда.
В России производителем помывочно-дезинфекционных вагонов является Тверской вагоностроительный завод.